# Ammara Pinto
Ammara Pinto (14 de setembro de 1997) é uma nadadora malauiana.

## Carreira

### Rio 2016
Pinto competiu nos 50 m livre feminino nos Jogos Olímpicos de Verão de 2016, sendo eliminada nas eliminatórias.